# Babs Olusanmokun
Babs Olusanmokun es un actor nigeriano-estadounidense.

## Trayectoria
Olasanmokun nació en Lagos, Nigeria, y tiene su sede en Nueva York. Habla francés y portugués con fluidez y es maestro de Jūjutsu. En 2017 apareció en "Black Museum", un episodio de la serie de antología Black Mirror. También apareció en el videojuego Max Payne 3 como Serrano: ha sido tanto actor como voz.

## Filmografía

### Películas
| Año  | Título                                | Personaje                         | Notas                                 |
| ---- | ------------------------------------- | --------------------------------- | ------------------------------------- |
| 2004 | Indocumentados                        | Mubenga                           |                                       |
| 2010 | This Is Poetry                        | Ade                               | Cortometraje                          |
| 2011 | Restless City                         | Cravate                           |                                       |
| 2011 | Ponies                                | Ken                               |                                       |
| 2013 | Mother of George                      | Tunde                             |                                       |
| 2014 | Listen Up Philip                      | Fotógrafo                         |                                       |
| 2014 | Shelter                               | Guardia de seguridad del hospital |                                       |
| 2014 | Like Sunday, Like Rain                |                                   | Coordinador de escenas de acción      |
| 2015 | The Empty Street                      | Blacksmith                        | Cortometraje                          |
| 2017 | Deceit                                | Gary                              | Film originally titled Where Is Kyra? |
| 2018 | Ouros                                 | Magoan                            | Cortometraje                          |
| 2021 | Wrath of Man                          | Moggy                             |                                       |
| 2021 | Dune                                  | Jamis                             |                                       |
| 2023 | The Book of Clarence                  | Asher                             |                                       |
| 2024 | The Ministry of Ungentlemanly Warfare | Garza                             |                                       |

### Televisión
| Año       | Título                            | Personaje                | Notas                                                           |
| --------- | --------------------------------- | ------------------------ | --------------------------------------------------------------- |
| 2006-2010 | Law & Order: Criminal Intent      | Chibueze/Tristan/Asesino | 4 episodios                                                     |
| 2007      | The Unit                          | Hombre pintado           | Episodio: "The Outsiders"                                       |
| 2007      | Veronica Mars                     | Kizza Oneko              | Episodio: "I Know What You'll Do Next Summer"                   |
| 2008      | Law & Order: Special Victims Unit | Mr. Marong               | Episodio: "Retro"                                               |
| 2008      | Life on Mars                      | Perp #2                  | Episodio: "Things to Do in New York When You Think You're Dead" |
| 2012      | Blue Bloods                       | Phantom                  | Episodio: "The Life We Chose"                                   |
| 2012      | NYC 22                            | Fouad                    | Episodio: "Ransom"                                              |
| 2013      | Copper                            | Zeke Canaan              | Episodio: "The Place I Called My Home"                          |
| 2014      | Unforgettable                     | Goodacre Oyensi          | Episodio: "D.O.A."                                              |
| 2014      | The Blacklist                     | Soldado de Yaabari       | Episodio: "Lord Baltimore (No. 104)"                            |
| 2015      | Gotham                            | Mace                     | Episodio: "The Scarecrow"                                       |
| 2016      | Roots                             | Omoro Kinte              | 3 episodios; acreditado como Babatunde Olusanmokun              |
| 2016      | The Night Of                      | Marvin                   | Episodio: "The Art of War"                                      |
| 2017      | The Defenders                     | Sowande                  | 4 episodios                                                     |
| 2017      | Black Mirror                      | Clayton                  | Episodio: "Black Museum"                                        |
| 2018      | Sneaky Pete                       | Reggie                   | 3 episodios                                                     |
| 2019      | The Widow                         | General Azikiwe          | 6 episodios                                                     |
| 2019      | Too Old to Die Young              | Damian                   | 5 episodios                                                     |
| 2021      | The Drowning                      | Ade                      |                                                                 |
| 2022      | Star Trek: Strange New Worlds     | Dr. M'Benga              | Posproducción                                                   |

### Videojuegos
| Año  | Título                | Personaje | Notas                       |
| ---- | --------------------- | --------- | --------------------------- |
| 2012 | Max Payne 3           | Serrano   | Voz y captura de movimiento |
| 2018 | Red Dead Redemption 2 | Baptiste  | Voz                         |